# 穗鰭唇鰺
穗鰭唇鰺（学名：Pantolabus radiatus），為輻鰭魚綱鱸形目鱸亞目鰺科唇鰺屬下的一個種，屬於熱帶海水魚。

## 分類及命名
根據澳大利亞昆士蘭州羅金厄姆灣拍攝的模式種標本，澳大利亞自然學家威廉·麥克萊伊於1881年進行科學性描述。他將這種物種命名為Caranx radiatus，其特定的加詞來源於拉丁文中關於細長鰭絲的「輻射」。兩年後的1883年，Macleay在不知不覺中重新描述了與Caranx compressus相同的物種，同樣來自昆士蘭捕獲的標本。美國魚類學家塞繆爾·加曼（Samuel Garman）也在1903年將該物種重新描述為Caranx parasitus。這些後來的名稱被視為ICZN規則下的初級同義詞，並被視為無效。目前的通用名稱是在澳大利亞魚類學家吉爾伯特·惠特利（Gilbert Whitley）檢查加曼的Caranx parasitus之後產生的，並得出結論將其分類在與Alepes屬密切相關的單獨屬中。1937年，惠特利還對Caranx radiatus進行了修訂，將其作為一個獨立的新屬Pantolabus。

## 分布
本魚分布於西太平洋區，包括印尼、巴布亞紐幾內亞、澳洲海域，深度可達30公尺。

## 特徵
本魚體呈橢圓形，背部和腹部輪廓凸出。在下頜上有一排適度擴大的圓錐形牙齒，在上顎上有一排外圓錐形牙齒。眼睛後半部分有一個發育良好的脂肪眼瞼，有2個背鰭，背鰭硬棘8枚、背鰭軟條20-26枚、臀鰭硬棘2枚、臀鰭軟條18-20枚。本種的雄性背鰭和臀鰭軟條延伸成獨特的細絲狀，第2背鰭及臀鰭基部都有鱗狀基底鞘，36到41個鰓耙和24個椎骨。體上部為橄欖綠色到藍綠色，下面是銀白色。在鰓蓋上存在與眼睛大小相同的大黑點。背鰭、肛門和尾鰭均為鮮明的橙黃色，尾鰭也有黑色上葉、胸鰭呈淡橙色至透明，臀鰭呈白色，體長可達40公分。

## 生態及經濟利用
本魚棲息在沿海海域，有時出現在河口，屬肉食性，主要以甲殼類為食，生活習性不明，可做為食用魚，但較不具經濟效益。